# Pier Gerlofs Donia
Pier Gerlofs Donia (* 1480; † 18. Oktober 1520 in Sneek), wegen seiner legendären Körpergröße und Stärke auch als (niederl.) Grote Pier oder (westfriesisch) Grutte Pier (deutsch: Großer Peter) bekannt, war ein friesischer Seeräuber und Freiheitskämpfer.

## Sagenumwobenes Leben
Sein Leben ist sagenumwoben. Sein Zeitgenosse Peter von Thabor beschrieb ihn wie folgt, wie der Historiker Conrad Busken Huet im 19. Jahrhundert nacherzählte: Danach war Grote Pier ein Turm von einem Menschen so stark wie ein Ochse, von dunkler Haut, breite Schultern, mit einem langen schwarzen Bart und Schnurrbart. Ein natürlicher grober Humorist, der durch unglückliche Umstände zu einer schrecklichen Bestie wurde. Aus persönlicher Rache wegen einer erlittenen blutigen Ungerechtigkeit im Jahre 1515 mit der Tötung seiner Frau wurde er ein legendärer Freiheitskämpfer.
Grote Piers genaues Geburtsdatum ist unbekannt. Er war ursprünglich ein Bauer und Seemann aus dem Dorf Kimswerd nahe der Hafenstadt Harlingen in den Niederlanden. Im Rahmen der sächsischen Fehde wurde sein Hof im Jahr 1515 von Söldnertruppen der Schwarzen Garde zerstört. Sein Hass auf die Mörder seiner Frau trieb Gerlofs dazu, auf eigene Faust Krieg gegen die Unterdrücker seiner Heimat zu führen. Er schloss dazu ein Bündnis mit dem Herzogtum Geldern. Dessen Herzog, Karl II. von Geldern, unterstützte er während eines Krieges gegen Holland. Mit seiner eigenen Truppe ging er auf Kaperfahrt.
Mit seinen Piratenschiffen beherrschte er die Zuiderzee. Gleich zu Beginn seiner „Karriere“ gelang ihm die Eroberung von 28 holländischen Schiffen, wofür er sich selbst mit dem Titel „König der Friesen“ belohnte.
1517 setzte er Geldersche Truppen nach Medemblik über. Als die Eroberung der Burg nicht gelang, plünderte und brandschatzte er die Stadt. Auch Asperen und einige weitere Burgen fielen seiner Piratenbande, dem nach einem friesischen Dorf benannten Arumer Schwarzen Haufen, zum Opfer.
1518 besiegte er eine Flotte des holländischen Statthalters bei Hoorn. Die Besatzung der aufgebrachten Schiffe wurden einem Schibboleth unterworfen: Wer Bûter, brea en griene tsiis: wa't dat net sizze kin, is gjin oprjochte Fries (Butter, Brot und grüne Käse: Wer das nicht sagen kann, ist kein aufrechter Friese.) nicht korrekt aussprechen konnte, wurde als Nicht-Friese getötet.
Als er aber bemerkte, dass Karl II. von Geldern die friesische Sache eigentlich nicht unterstützen wollte, brach er das Bündnis und zog sich im Jahre 1519 resigniert zurück. Ein Jahr später starb er friedlich im Bett und wurde in der Kirche von Sneek beigesetzt.
Um seine Gestalt ranken sich viele Legenden. Ihm wurden Riesenkräfte und unglaubliche Fähigkeiten als Kämpfer zugeschrieben. Im Friesischen Museum von Leeuwarden wird ein 2,13 m langes und 6 kg schweres Schwert, ein Zweihänder, aufgebaut, das dem Groten Pier gehört haben soll. Ebenfalls wird ein Helm Donia zugeschrieben, der im Rathaus von Sneek/Friesland aufbewahrt wird.

## Darstellungen in der Kunst

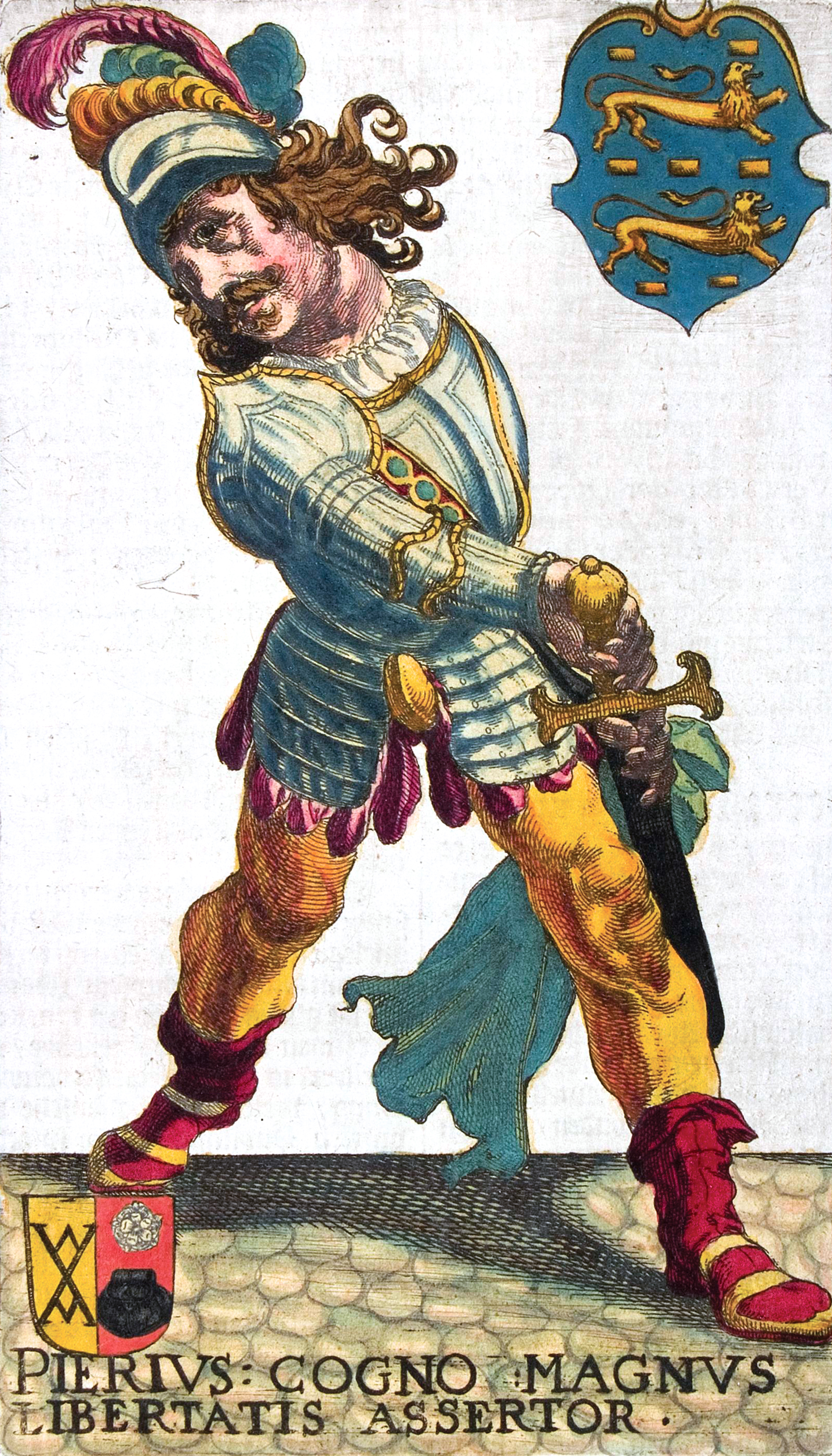
Illustration in einem Buch, 1622
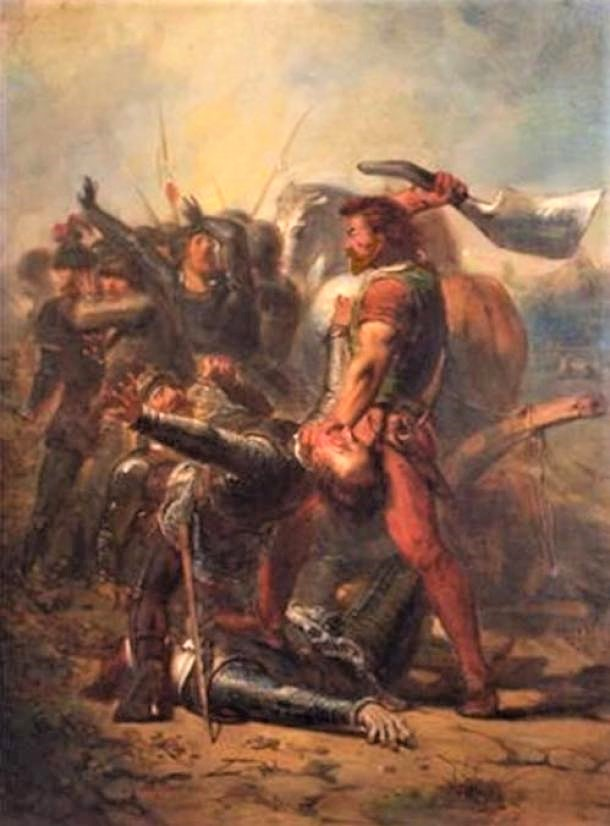
Gemälde von Johannes Hinderikus Egenberger, 19. Jahrhundert
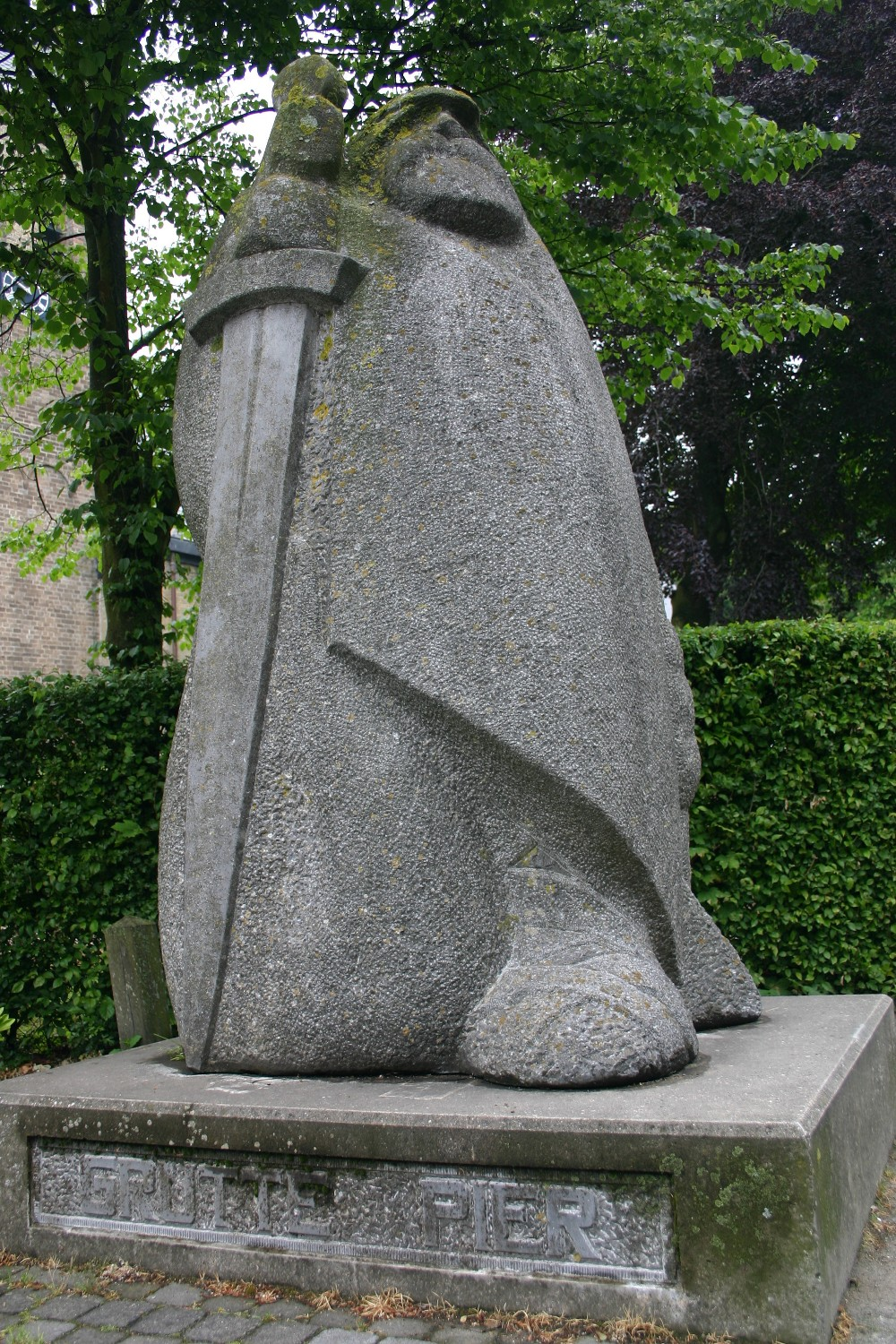
Skulptur (1985) von Anne Woudwijk in Kimswerd (Gemeinde Súdwest-Fryslân)